# Liebe ist für alle da
Liebe Ist Für Alle Da (Tysk: "Kærlighed er for alle der"/"Kærlighed er der for alle") er det sjette album udgivet af det tyske metal-band Rammstein, der udgives i Danmark den 19. oktober 2009. CD'en har provokeret mange fans[kilde mangler], med tekster om heftig sex og et cover, hvor nøgne kvinder bliver slagtet, slået og ydmyget. Den er i Tyskland blevet forbudt at købe, for børn og unge under 18 år.[kilde mangler]

## Trackliste
1. Rammlied (Rammsang)
2. Ich Tu Dir Weh (Jeg Gør Dig Ondt)
3. Waidmann's Heil (Jægerens Hilsen)
4. Haifisch (Haj)
5. B****** (bullshit)
6. Frühling In Paris (Forår I Paris)
7. Wiener Blut (Wienerblod)
8. Pussy (Fisse)
9. Liebe Ist Für Alle Da (Kærlighed Er Da For Alle)
10. Mehr (Mere)
11. Roter Sand (Rødt Sand)

## Bonusnumre (kun på 2-CD udgaven)
1. Führe mich (Før Mig)
2. Donaukinder (Donau-børn)
3. Halt (Holdt!)
4. Roter Sand (Orchester Version (Rødt Sand)
5. Liese (Navn: Liese)

### Liebe Ist Für Alle Da i Danmark
I Danmark kom LIFAD lige ind på en første plads i uge 42, på trods af den kun var i salg i to dage fredag og lørdag.